# Bethel (Alasca)
Bethel é uma cidade localizada no estado americano de Alasca, no Condado de Berrien. A cidade foi fundada em 1880, e incorporada em 1957.

## Demografia
Segundo o censo americano de 2000, a sua população era de 5471 habitantes.
Em 2006, foi estimada uma população de 6356, um aumento de 885 (16.2%).

## Geografia
De acordo com o United States Census Bureau tem uma área de
126,4 km², dos quais 113,3 km² cobertos por terra e 13,1 km² cobertos por água.

## Localidades na vizinhança
O diagrama seguinte representa as localidades num raio de 32 km ao redor de Bethel.